# Briana Evigan
Briana Evigan (Los Ángeles, California, 23 de octubre de 1986) es una actriz y bailarina estadounidense. Conocida principalmente por sus papeles en la serie Step Up. Así como su aparición en el vídeo musical Numb de Linkin Park. Originaria de Los Ángeles, Evigan es hija del actor Greg Evigan y su esposa Pamela, una bailarina, modelo y coreógrafa. Comenzó a bailar y actuar desde joven, graduándose del Los Angeles Valley College con un título en comunicación y expresión.
Evigan inició su carrera como bailarina profesional y apareció en numerosos videos musicales, destacando «Numb» de Linkin Park (2003). También incursionó en la actuación con pequeños papeles en películas como Bottom's Up (2006) y series de televisión como Fear Itself (2008). Su gran avance llegó cuando interpretó a Andrea «Andie» West en la película de baile Step Up 2: The Streets (2008). Desde entonces, ha sido reconocida como una «Reina del Grito» por protagonizar numerosas películas de terror y suspenso, incluyendo S. Darko (2009), Sorority Row (2009), Burning Bright (2010), Mother's Day (2010), The Devil's Carnival (2012), Stash House (2012), Mine Games (2012), Alleluia! The Devil's Carnival (2016) y la segunda temporada de From Dusk Till Dawn (2015).

## Biografía
Evigan nació en Los Ángeles, California, hija de Pamela C. Serpe, una bailarina, modelo y actriz, y del actor Greg Evigan. Tiene ascendencia polaca (por parte de su abuela paterna) e italiana (por parte de su abuelo materno). Es la más joven de tres hermanos, con un hermano llamado Jason y una hermana llamada Vanessa. Ha estudiado danza desde los nueve años. Es una de las cantantes y toca el teclado en el grupo Moorish Idol.

## Carrera

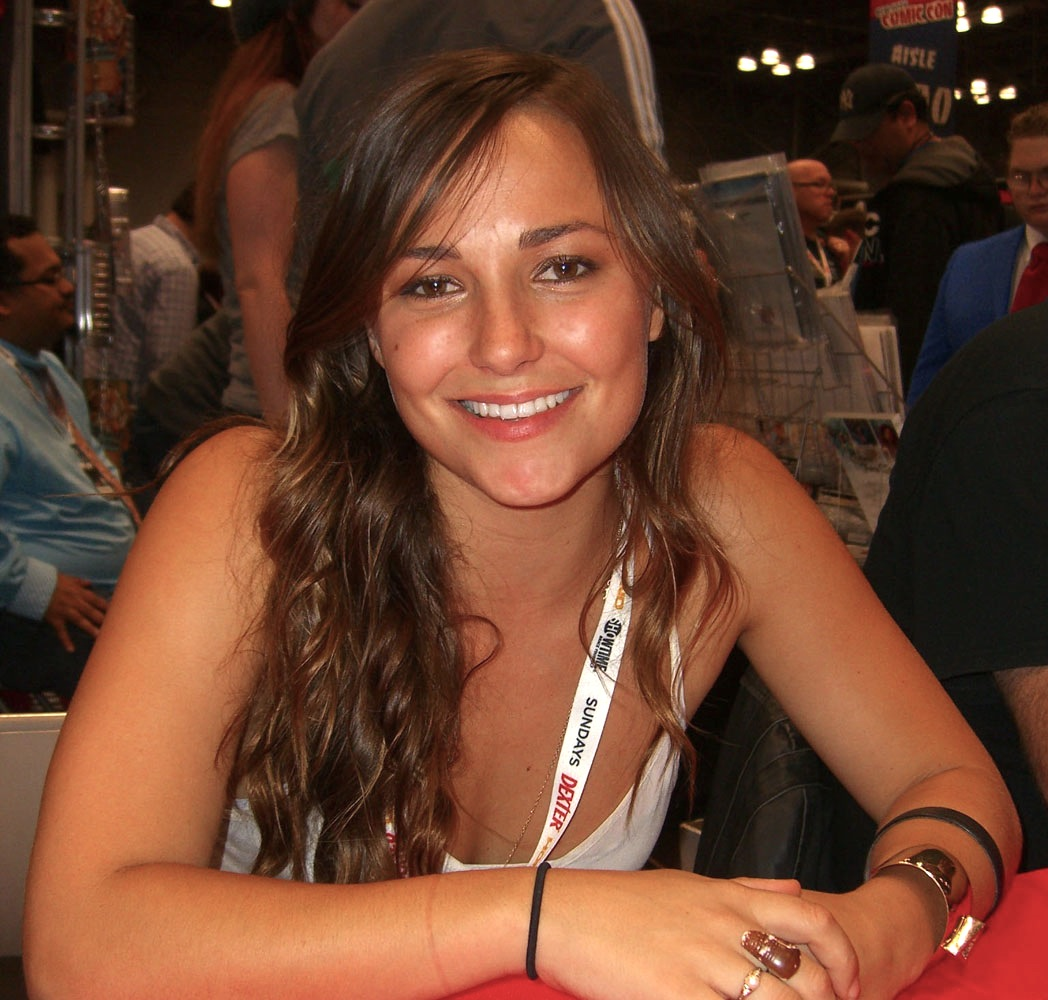
Evigan durante la convención de New York Comic Con en 2012.

Como bailarina profesional, Evigan ha aparecido en videos musicales para Linkin Park, Flo Rida, T-Pain y Enrique Iglesias. También ha tenido pequeños papeles en series de televisión y películas como Bottom's Up, Something Sweet y Fear Itself.
En 2008, obtuvo el papel principal de Andie West en la secuela del drama de baile de 2006 Step Up, Step Up 2: The Streets. El rodaje tuvo lugar a finales de 2007 en Baltimore y se estrenó el 14 de febrero de 2008. La película, que recibió críticas negativas en Rotten Tomatoes (con un 24%), logró un éxito de taquilla con una recaudación mundial de $148,424,320. Tanto Evigan como su coprotagonista Robert Hoffman ganaron el premio al «Mejor Beso» en los MTV Movie Awards de 2008.
En 2009, se estrenó S. Darko, una secuela del éxito de culto de terror de 2001 Donnie Darko. Evigan interpretó a la mejor amiga de Samantha Darko, Corey. La película está protagonizada por James Lafferty y Ed Westwick. El estreno teatral fue cancelado y se lanzó directamente en DVD el 12 de mayo de 2009. A diferencia de Donnie Darko, la película recibió críticas negativas.
En agosto de 2008, Summit Entertainment anunció que Evigan había firmado para interpretar al personaje central, Cassidy Tappan, en la adaptación de la película de terror de bajo presupuesto Sorority Row. El guion fue escrito por Josh Stolberg, escritor de Good Luck Chuck, y dirigido por Stewart Hendler. El presupuesto de la película fue de $12,500,000. Evigan actuó junto a Audrina Patridge, Rumer Willis y Jamie Chung. Sorority Row se estrenó el 11 de septiembre de 2009, debutando en el puesto 6 en la taquilla y recaudando $26,735,797 en todo el mundo. La recepción crítica fue mixta a negativa. La actuación de Evigan fue bien recibida por los críticos. Las actrices principales recibieron un premio ShoWest a «Estrellas Femeninas del Mañana» en abril de 2009. El lanzamiento en DVD fue el 23 de febrero de 2010.
En enero de 2009, Lionsgate confirmó que Evigan protagonizaría Burning Bright. Interpreta el papel principal femenino, Kelly Taylor. En la película, Una joven y su hermano autista se encuentran atrapados en su casa con un tigre voraz durante un huracán. La recepción crítica fue extremadamente positiva. A pesar de esto, se anunció que la película se lanzaría directamente en DVD el 17 de agosto de 2010.
En febrero de 2009, Evigan anunció en una entrevista que había firmado para otro remake. La película será un remake de la película de terror de culto Mother's Day y será dirigida por Darren Lynn Bousman, conocido por su trabajo en películas anteriores de Lionsgate como la trilogía de Saw. Bousman previamente dirigió a Evigan en un episodio de Fear Itself en 2008. La película será coprotagonizada por A. J. Cook y Jaime King. La película ha sufrido varios retrasos y finalmente se estrenó el 8 de mayo de 2012, en DVD y Blu-ray. La película también formó parte del Festival de Cine de Cannes de 2010.
Evigan interpretó al personaje central en la película de drama y romance independiente Subject: I Love You.
Ella protagoniza The Devil's Carnival, un cortometraje que inició una gira mundial de 30 ciudades el 15 de abril de 2012. Evigan luego confirmó que había retomado su papel en su secuela, The Devil's Carnival: Alleluia!, que se estrenó a finales de 2015.
En 2011, durante un UStream, Evigan anunció que estaba trabajando en una serie de televisión con su familia, aunque aún no se ha confirmado nada. Estaba programada para protagonizar Left for Red: Betrayal, la primera de una trilogía centrada en una joven que busca venganza contra los soldados que la vendieron a un grupo de trata de personas, pero se ha archivado debido a problemas de presupuesto.
En 2014, Evigan retomó su papel como Andie West en la quinta entrega de la serie Step Up, Step Up: All In. Más tarde fue elegida en Love Is All You Need? como Jude, una mujer heterosexual que vive en un mundo donde la homosexualidad es correcta y la heterosexualidad es incorrecta.
En 2015, Evigan anunció a través de Twitter que aparecería de forma recurrente, junto a Danny Trejo, en la segunda temporada de la serie de televisión de acción-vampiros From Dusk till Dawn: The Series como Sonja, «una expatriada estadounidense que trabaja como tatuadora en un mercado mexicano, y también tiene un negocio secundario falsificando documentos y pasaportes en su trastienda». La temporada se estrenó el 25 de agosto de 2015, en El Rey.
En 2017, se unió al director James Kicklighter en Angel of Anywhere, con coprotagonistas como David A. Gregory, Ser'Darius Blain y presentando a Axel Roldos.

## Filmografía

### Películas
| Año  | Título                 | Personaje        | Notas                                                                                          |
| ---- | ---------------------- | ---------------- | ---------------------------------------------------------------------------------------------- |
| 1996 | House of the Damned    | Aubrey South     | junto a Greg Evigan & Alexandra Paul                                                           |
| 2004 | Something Sweet        | Actriz           | -                                                                                              |
| 2006 | Bottoms Up             | Estudiante       | -                                                                                              |
| 2008 | Step Up 2: The Streets | Andie West       | junto a Robert Hoffman, Channing Tatum, Adam G. Sevani & Will Kemp                             |
| 2009 | Sorority Row           | Cassidy Tappan   | junto a Leah Pipes, Rumer Willis & Jamie Chung                                                 |
| 2009 | S. Darko               | Corey            | junto a James Lafferty, Ed Westwick & Daveigh Chase                                            |
| 2010 | Monster Heroes         | Svector Orlaff   | junto a Carson Aune & Brian Austin Green                                                       |
| 2010 | Subject: I Love You    | Butterfly        | junto a Dean Cain                                                                              |
| 2010 | Burning Bright         | Kelly            | junto a Garret Dillahunt                                                                       |
| 2011 | Mother's Day           | Annette Langston | junto a Jaime King, Shawn Ashmore, Alexa Vega, Matt O'Leary & Patrick John Flueger             |
| 2012 | A Star for Christmas   | Cassie           | junto a Corey Sevier, Caia Coley, Keith Dobbins, Michael Feifer & Kelly Herrin                 |
| 2012 | Mine Games             | Lyla             | junto a Joseph Cross, Rafi Gavron, Ethan Peck, Alex Meraz & Julianna Guill                     |
| 2012 | Stash Home             | Amy Nash         | junto a Sean Faris, Jon Huertas, & Dolph Lundgren                                              |
| 2012 | The Devil's Carnival   | Ms. Merrywood    | junto a Emilie Autumn, Shem Andre Byron, Dayton Callie & Sean Patrick Flanery                  |
| 2012 | Rites of Passage       | Penelope         | junto a Wes Bentley, Ryan Donowho, Travis Van Winkle, Christian Slater & Stephen               |
| 2013 | Caretaker              | Ivy              | junto a Randy Wayne, Ben Elliott, Joe Farina & Lance Henriksen                                 |
| 2013 | She Loves Me Not       | Charlotte        | junto a Lisa Edelstein, John Robinson, Caitlin Keats & Karen Black                             |
| 2014 | Step Up: All In        | Andie West       | junto a Ryan Guzman, Misha Gabriel Hamilton, Christopher Scott, Alyson Stoner & Adam G. Sevani |
| 2014 | Lap Dance              | Tasha            | junto a Robert Hoffman, James Remar, Kenny Wormald, Carmen Electra & Kenny Wormald             |
| 2014 | A Certain Justice      | Tanya            | junto a Dolph Lundgren, Cung Le, Vinnie Jones, Gianni Capaldi & James C. Burns                 |
| 2015 | Once upon a holiday    | Katie            | junto a Paul Campbell                                                                          |
| 2015 | Left for Red: Betrayal | Red              | junto a Steve Dawson & Cloud Mykals                                                            |
| 2016 | Toy                    | Chloe            |                                                                                                |
| 2016 | Love is all you need?  | Jude Klein       | junto a Emily Osment, Tyler Blackburn & Jeremy Sisto                                           |
| 2022 | Ask Me to Dance        | Jill             | junto a Tom Malloy                                                                             |

### Series de televisión
| Año  | Título                          | Personaje       | Notas                     |
| ---- | ------------------------------- | --------------- | ------------------------- |
| 2008 | Fear Itself                     | Helen           | episodio "New Year's Day" |
| 2013 | Longmire                        | Brandi Collette | episodio "Carcasses"      |
| 2015 | From Dusk till Dawn. The Series | Sonja Lam       | Personaje recurrente      |

### Coreógrafa
| Año  | Video                      |
| ---- | -------------------------- |
| 2008 | I Don't Think When I Dance |

- Escritora.:

| Año  | Escritora | Notas       |
| ---- | --------- | ----------- |
| 2009 | S. Darko  | Night & Day |

- Apariciones (Videos Musicales).:

| Año  | Cantante            | Canción | Notas         |
| ---- | ------------------- | ------- | ------------- |
| 2003 | Linkin Park         | Numb    | video musical |
| 2007 | Flo Rida con T-Pain | Low     | video musical |
| 2008 | T-Pain              | Church  | video musical |
| 2008 | Enrique Iglesias    | Push    | video musical |

## Premios y nominaciones
| Año  | Categoría                    | Premio            | Película               | Resultado |
| ---- | ---------------------------- | ----------------- | ---------------------- | --------- |
| 2008 | Best Kiss                    | MTV Movie Award   | Step Up 2: The Streets | Ganadora  |
| 2008 | Choice Movie Breakout Female | Teen Choice Award | Step Up 2: The Streets | Nominada  |
| 2009 | Female Star of Tomorrow      | ShoWest Award     | Sorority Row           | Ganadora  |